# Simon Beck (Rennrodler)
Simon Beck (* 20. Dezember 1947) ist ein ehemaliger liechtensteinischer Rennrodler.

## Karriere
Beck startete bei den Olympischen Winterspielen 1968 in Innsbruck im Einsitzer und beendete den Wettkampf auf Rang 41.
Zu den Olympischen Winterspielen 1980 in Lake Placid begleitete Beck die beiden liechtensteinischen Rennrodler Wolfgang Schädler und Rainer Gassner als Betreuer.